# Ilukirjandus ja Kunst

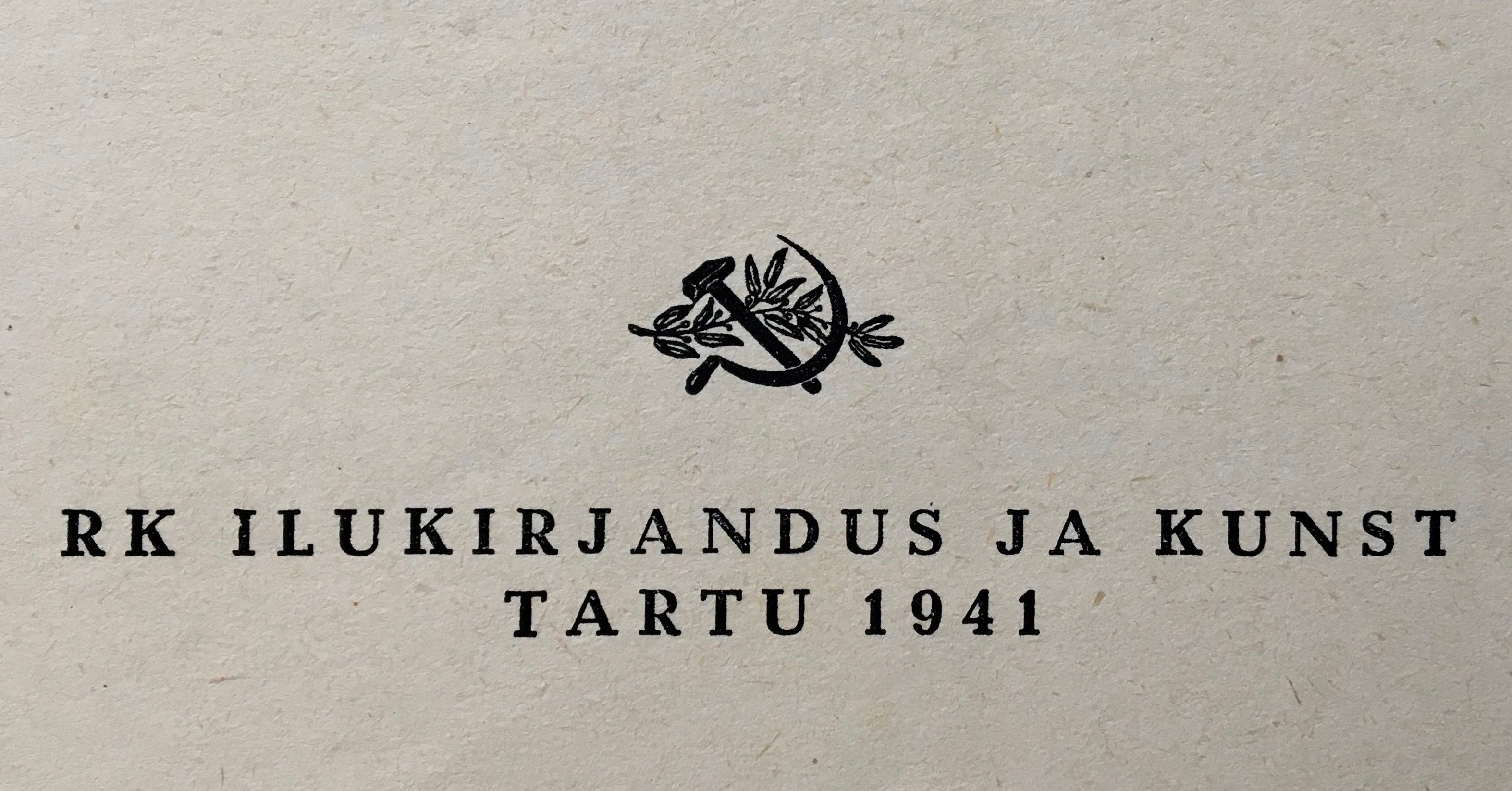
Verlagslogo

Ilukirjandus ja Kunst (estnisch 'Schöne Literatur und Kunst') war von 1940 bis 1949 der Einheitsverlag der Estnischen Sozialistischen Sowjetrepublik (ESSR).

## Gründung des Verlags
Mit der Annexion Estlands durch die Sowjetunion im Juni 1940 endeten die freie Marktwirtschaft und der Privatbesitz von Produktionsmitteln in Estland. Die bestehenden Verlage wurden Anfang September aufgelöst und ihre Räume in ein am 2. September 1940 gegründetes „Staatliches Verlagskomitee der Estnischen SSR“ überführt. Dieses Komitee fungierte als Dachverband für fünf staatliche Verlage, deren Aufgabenbereiche thematisch abgegrenzt waren. Für den Bereich „Schöne Literatur, Kinderliteratur und Kunst“ war der Verlag Schöne Literatur und Kunst zuständig.

## Sitz und Tätigkeit
Der Verlag war zunächst in Tartu ansässig, wurde nach dem deutschen Überfall auf die Sowjetunion 1941 jedoch nach Leningrad überführt, wo er bis 1944 estnische Belletristik herausgab. Nach der Wiedereroberung Estlands durch sowjetische Truppen wurde der Verlag nach Tallinn verlegt, wo er 1949 im neugegründeten zentralen sowjetestnischen Staatsverlag Eesti Riiklik Kirjastus aufging.
Insgesamt wurden in dem Verlag 731 Titel herausgegeben, die eine Gesamtauflage von 5 Millionen Exemplaren aufwiesen. Inhaltlich lag der Schwerpunkt auf Übersetzungen aus dem Russischen, da nach Angaben der Verlagsleitung die estnischen Schriftstellerinnen und Schriftsteller noch Zeit brauchten für eine schöpferische Umorientierung und die Aneignung des sozialistischen Realismus. Im ersten Jahr 1940/41 waren von den 62 für Erwachsene gedruckten Büchern 28 Übersetzungen aus dem Russischen.

## Sekundärliteratur
- Eesti raamat 1525–1975. Ajalooline ülevaade. Valgus, Tallinn 1978. 376 S.
- Aili Möldre: Eesti raamatu 100 aastat. AS Eesti Meedia, Post Factum, [Tallinn] 2018. 206 S.